# 22
| 22                 |
| ------------------ |
| Dødsfald - Fødsler |
|                    |

| Gregoriansk kalender | 22 XXII                 |
| Ab urbe condita      | 775                     |
| Armensk kalender     | I/T                     |
| Kinesiske kalender   | 2718 – 2719 辛巳 – 壬午 |
| Etiopisk kalender    | 14 – 15                 |
| Jødisk kalender      | 3782 – 3783             |
| Hindukalendere       |                         |
| - Vikram Samvat      | 77 – 78                 |
| - Shaka Samvat       | N/A                     |
| - Kali Yuga          | 3123 – 3124             |
| Iransk kalender      | 600 BP – 599 BP         |
| Islamisk kalender    | 619 BH – 618 BH         |

Se også 22 (tal)